# Memoirs of the Twentieth Century
Memoirs of the Twentieth Century (Erinnerungen an das 20. Jahrhundert) ist eine Art früher Zukunftsroman, 1733 von dem irischen Schriftsteller Samuel Madden verfasst. In einer Reihe von Diplomatenbriefen wird die Welt gegen Ende des 20. Jahrhunderts beschrieben. Der Anglikaner Madden warnt dabei vor der von den in der Vision dominierenden Katholiken/Jesuiten ausgehenden Gefahr. Insofern kann das Werk, gemäß dem Standpunkt des Verfassers, als frühe Dystopie gesehen werden; meist wird Memoirs allerdings als utopische Satire bezeichnet.
Das Buch wurde anonym veröffentlicht und hatte keine breite Wirkung; der Autor James Gleick nannte es „selbst 1733 nicht lesbar“.

## Inhalt
Das Buch besteht aus verschiedenen Briefen, die von britischen diplomatischen Vertretern in den Städten Konstantinopel, Rom, Paris und Moskau an den Schatzmeister des Königs Georg VI. gesendet werden, sowie aus verschiedenen Antworten. Der erste Brief ist aus Konstantinopel und wird datiert auf den 3. November 1997. Auffällig ist, dass es in der erdachten Zukunft keinerlei technischen Fortschritt gibt. Diskutiert werden allein politische und religiöse Themen.
In Maddens Zukunft sind die Jesuiten die global dominierende Macht; nach verheerenden Konflikten zwischen Spanien, Frankreich und dem Heiligen Römischen Reich im 18. Jahrhundert konnte im frühen 19. Jahrhundert der Jesuit Paul IX Italien sowie die drei Konfliktparteien unter seiner Oberherrschaft vereinen. Weiter gerieten große Teile von Afrika, China und Paraguay unter die päpstliche Herrschaft.
In Frankreich regiert zwar König Louis XIX, doch sein Staat ist schwach und im Grunde unter der Kontrolle seines Premierministers, eines Jesuiten. Die Osmanen haben in Konstantinopel die Macht an die Tartaren verloren, die eine lockere Religionspolitik verfolgen. 1997 dominiert auch hier der christliche Einfluss durch jesuitische Missionare. Russland ist eine auf Expansion versessene Macht, die bereits Finnland, Polen und Teile von Persien und der Türkei eingenommen hat und sich traditionell gegen die Jesuiten stellt.